# روان بلانشرد
روان بلانشرد (بالإنجليزية: Rowan Blanchard) ولدت في 14 أكتوبر 2001، هي ممثلة أمريكية معروفة بدورها «رايلي ماثيوز» في مسلسل فتاة تتعرف على العالم الذي عرض على قناة ديزني من 2014 حتى 2017.

## الحياة والمهنة
ولدت بلانشرد في لوس أنجلوس، بكاليفورنيا، والداها هما إليزابيث ومارك بلانشرد، ويعملان كمدربان لليوجا. جدها من جهة والدها كان مهاجرًا من الشرق الأوسط، والذي له أصول أرمينية جزئية، أما أصول جدتها فتعود إلى بريطانيا، الدنمارك والسويد. ولقد سميت على اسم الشخصية الرئيسية في رواية آن رايس The Witching Hour. لروان أختان أصغر عمرًا هما كارمن وشان.
بدأت بلانشرد التمثيل عندما كانت في الخامسة من عمرها. عام 2010، لعبت دور ابنة مونا في فيلم الخطة الإحتياطية، ولعبت الدور الرئيسي ككاتلين في مسلسل Dance-A-Lot Robot الذي عرض على قناة ديزني جونيور. وفي عام 2011 أدت دور ريبيكا ويلسون في فيلم أطفال جواسيس: كل الوقت في العالم، كذلك لعبت دور ريكويل باتشيكو في Little in Common. في نهاية عام 2013 لعبت بلانشرد دور رايلي ماثيوز في مسلسل فتاة تتعرف على العالم على قناة ديزني. وقد غنت أيضًا أغنية تتر البداية إلى جانب النجمة المشتركة سابرينا كاربنتر. والشخصية الرئيسية هي ابنة كوري وتوبانجا من بوي ميتس ورلد. وهي عضوة نشطة في دائرة نجوم ديزني. وفي بداية 2015 أدت بلانشرد دور كليو في فيلم ديزني أخت غير مرئية Invisible Sister
.

## الحياة الشخصية
روان بلانشرد ناشطة اجتماعية في جوانب مختلفة مثل النسوية، حقوق الإنسان والعنف بالأسلحة. وفي حين أن معظم تعليقاتها بشأن هذه القضايا يتم نشرها عبر التويتر والتمبلر، قامت بإلقاء خطاب في هيئة الأمم المتحدة للمرأة. والمؤتمر السنوي للجنة الولايات المتحدة الوطنية كجزء من الحملة الأنثوية HeForShe.

## فيلموجرافيا
الأفلام التي شاركت بها
| السنة | الفيلم                           | الدور                 | ملاحظات       |
| ----- | -------------------------------- | --------------------- | ------------- |
| 2010  | الخطة الإحتياطية                 | ابنة مونا ذات 7 سنوات |               |
| 2011  | Little in Common                 | ريكويل باتشيكو        |               |
| 2011  | أطفال جواسيس: كل الوقت في العالم | ريبيكا ويلسون         |               |
| 2018  | A Wrinkle in Time                | فيرونيكا كيلي         | [ 17 ] [ 18 ] |

المسلسلات التي شاركت بها
| السنة     | المسلسل               | الدور        | ملاحظات                  |
| --------- | --------------------- | ------------ | ------------------------ |
| 2010      | Dance-a-Lot Robot     | كاتلين       | دور رئيسي                |
| 2014-2017 | فتاة تقابل العالم     | رايلي ماثيوز | دور قيادي                |
| 2015      | Best Friends Whenever | رايلي ماثيوز | ضيفة شرف                 |
| 2015      | Invisible Sister      | كليو         | أفلام قناة ديزني الأصلية |

## روابط خارجية
- روان بلانشرد على موقع IMDb (الإنجليزية)
- روان بلانشرد على موقع ميتاكريتيك (الإنجليزية)
- روان بلانشرد على موقع روتن توميتوز (الإنجليزية)
- روان بلانشرد على موقع ميوزك برينز (الإنجليزية)
- روان بلانشرد على موقع أول موفي (الإنجليزية)
- روان بلانشرد على موقع ديسكوغز (الإنجليزية)
- روان بلانشرد على موقع قاعدة بيانات الفيلم (الإنجليزية)
- روان بلانشرد على موقع كينوبويسك (الروسية)